# Flat-File-Content-Management-System
Ein Flat-File-Content-Management-System (kurz Flat-File-CMS) ist ein Content-Management-System (CMS) zum Erstellen von Webseiten, bei dem die Textinhalte ausschließlich in Dateien gespeichert werden.

## Eigenschaften
Dies ist der Hauptunterschied zu traditionellen CMS, die häufig auf relationale Datenbanken (RDBMS) zur Strukturierung und Speicherung der Bestandteile und Metadaten von Webseiten zurückgreifen. In der großen Vielfalt von CMS-Architekturen nehmen diese Systeme für sich in Anspruch, durch Einfachheit und minimalistischere Ansätze eine Reihe von Vorteilen zu bieten. Dies beruht auf der technologischen Entwicklung der 2010er-Jahre, mit der moderne Webserver, Frontend-CSS-Frameworks, Versionierungssysteme, Dateisysteme, Caching und Content Delivery Networks frei wählbare Bausteine für Website-Betreiber wurden. Im Gegensatz zu frühen CMS, die viele dieser Funktionen abdecken mussten, können CMS damit seitdem komplementiert werden.

## Vorteile und Methoden
Der Verzicht auf eine Datenbank erlaubt die Nutzung von preisgünstigem Webhosting und leistungsarmer Webserver. Es entfällt die Wartung und der Angriffsvektor einer Datenbank im Sinne der Netzwerksicherheit. Zur persistenten Ablage der Daten werden üblicherweise entweder XML- oder JSON-Dateien verwendet. Für die Gestaltung stehen Themes (Gestaltungsvorlagen) zur Verfügung, für die Funktionserweiterung Plugins. Wie viele moderne Software-Systeme sind auch die meisten Flat-File-CMS Open Source, wodurch Eigenverantwortung und Betrieb an Stelle von Anschaffungskosten im Vordergrund der Systementscheidung stehen.

## Flat-File-Systeme
Ein Flat-File-CMS ist das 2009 entwickelte GetSimple CMS. Weitere Flat-File-Systeme sind Bludit und Kirby. Im Dezember 2023 listete GitHub 50 unterschiedliche Flat-File-Systeme.